# Бактериостатик
Бактериостатик или бактериостатичен агент е препарат, базиран на биологичен или химичен агент, който спира репродуцирането на бактериите, без непременно да ги потиска или унищожава. В зависимост от приложението се различават бактериостатични антибиотици, дезинфектанти, антисептици и консерванти. При прекратяване на употребата на бактериостатика бактериите продължават да се развиват за разлика от бактерицидите, които унищожават бактериите.
Бактериостатици са тетрациклините, хлорамфениколът, триметопримът, сулфонамидите и макролидите.